# Касанате, Джироламо
Джироламо Касанате (итал. Girolamo Casanate; 13 февраля 1620, Неаполь, Неаполитанское королевство — 3 марта 1700, Рим, Папская область) — итальянский куриальный кардинал, кардинал-мирянин и доктор обоих прав. Генеральный инквизитор Мальты с 1 января 1658 по 1 января 1663. Асессор Верховной Священной Конгрегации Римской и Вселенской Инквизиции с 10 марта 1668 по 17 февраля 1671. Секретарь Священной конгрегации по делам епископов и монашествующих с 17 февраля 1671 по 12 июня 1673. Библиотекарь Святой Римской Церкви и архивариус Святой Римской Церкви со 2 декабря 1693 по 3 марта 1700. Префект Священной Конгрегации Священной Индекса с 29 июня 1698 по 3 марта 1700. Кардинал-дьякон с 12 июня 1673, с титулярной диаконией Санта-Мария-ин-Портико-Кампителли с 17 июля 1673 по 2 декабря 1675. Кардинал-дьякон с титулярной диаконией Сан-Чезарео-ин-Палатио с 2 декабря 1675 по 6 апреля 1682. Кардинал-дьякон с титулярной диаконией Сант-Агата-алла-Субурра с 6 апреля 1682 по 16 сентября 1686. Кардинал-священник с титулом церкви Санти-Нерео-эд-Акиллео с 16 сентября 1686 по 7 ноября 1689. Кардинал-священник с титулом церкви Сан-Сильвестро-ин-Капите с 7 ноября 1689 по 3 марта 1700.